# 幻象F1型戰鬥機
幻象F1型戰鬥機（Dassault Mirage F1），是一種由法國達梭公司（Dassault）公司製造的中型空優戰機，達梭將其定位為幻象3型戰鬥機的繼承型號。為吸引更多國外客戶，達梭在幻象F1設計上走保守風格，以普通後掠翼設計替換掉既往幻象戰機家族常用的三角翼。在外銷成績上略有成果，最終有14個國家採用，共生產720架以上，曾活躍於1980年代的兩伊戰爭。

## 研發

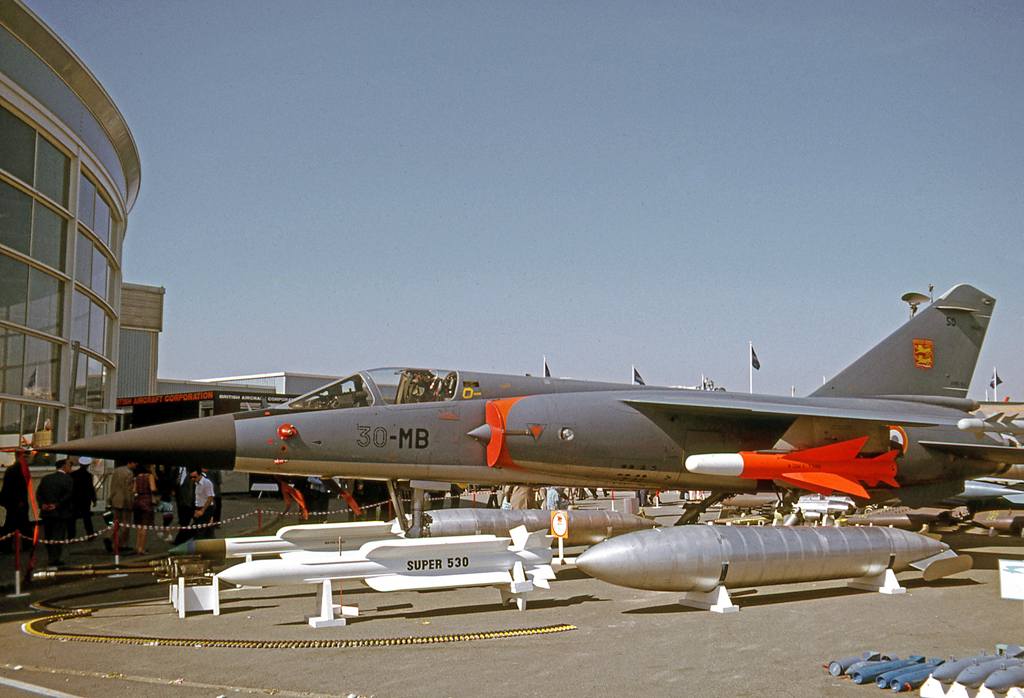
在1975年巴黎航空展展示的幻影F1C及可裝備的武器

1950到1960年代初，幻象3型在國際軍火市場獲得巨大的商業勝利；為保持公司優勢，達梭自費研發幻象F1作為幻象5型戰機與幻象3型戰機在外銷市場上的繼承者。
同時間，法國空軍在1963年向廠商提出規格需求書，希望廠商能提供一款多用途戰機，新戰機要比幻象3型有更長的續航力，落地速度小於或接近140海里（260公里），且可在簡易跑道上降落。這個規格書實際上與當時北約執行中的MCAR計畫（龍捲風戰鬥轟炸機的原型）相似，但法國決定不參與該向多國研發計畫，而是在相近技術標準規格下自研新型機。達梭1963年11月2日在承攬下這計畫後，新型機暫定代號幻象3F；幻象3F配備由美國普惠TF30渦輪扇發動機技術轉移給史奈克瑪生產的TF106渦輪扇發動機、還有全新設計裝備高升力襟翼降低飛機失速下限的大型後掠翼。幻象3F隨後變更代號稱為幻象F2，在1965年生產3架原型機。
首架幻象F2在1966年6月12日首飛，雖然幻象F2原型機技術展示時成功突破兩倍音速，且能在長度500公尺的跑道降落；在1966年法國空軍意識到幻象F2的價格將會成長到自己難以負荷，且當年發生了法國退出北大西洋公約組織的重大外交變故，採用美國發動機的計畫充斥太多不確定性；同時為了自我防衛需求，幻象F2被賦予新的戰術需求：空中攔截任務。增加任務的結果是達梭在1966年5月時提出具有攔截能力的幻象F3計畫，不過由於可變後掠翼技術問世，使法國空軍將資源置於幻象G型戰鬥機，無論是幻象F2或幻象F3都陷入法國政府拒絕繼續投資的險境，在1966年末，取代幻象F2出線者則是同時期以幻象F2技術衍生的簡化型號：幻象F1。
幻象F1的計畫發想在1964年中出現，雖然當時幻象F2計畫尚未啟動，但是達梭意識到高推力的噴射發動機價格高昂，不適合外銷；所以使用幻象3 E2的代號開始研發小型2馬赫戰鬥機。相較領取法國政府預算研發採高單翼傳統設計、機體量級更重的幻象F2戰鬥機；這種用類似氣動力架構實施不同量級機型發展的策略從幻象3型和幻象IV式轟炸機起一直是達梭既有的做法。以外銷導向而開發的幻象F1，在技術上比幻象F2保守，發動機由幻象3型的斯奈克瑪亞塔9C改良而成，幻象F1的單台亞塔9K-50渦輪噴射發動機最大後燃推力70仟牛頓。。
首架幻象F1原型機在1966年12月23日出廠，由達梭首席試飛員勒內·彼甘德駕駛，1967年1月第四次飛行時，幻象F1-01號機極速突破2馬赫，雖然01號機在1967年5月18日即因水平尾翼震顫飛行意外折損，勒內·彼甘德因此殉職；但幻象F1計畫並未因此告終，同年5月26日法國政府加訂3架原型機下繼續計畫－因為幻象F2開計畫因複雜度過高遭法國政府終止研發。由於是替代方案，且達梭同時進行幻象G型的研發，法國軍方供給幻象F1的預算並不充裕，僅有3架原型機的額度，加上原本達梭自費打造的1架，幻象F1最後只生產了4架原型機。
- 幻象F1-02號：沿用亞塔9K-31發動機，配備重新設計的機體，1967年3月20日首飛
- 幻象F1-03號，換裝量產預定運用的亞塔9K-50發動機，1969年9月18日首飛
- 幻象F1-04號，配備完整火控航電的原型機，1970年6月17日首飛

雖說幻影F1採用傳統佈局，但性能仍然不俗，幻象F1比幻象3型內載燃油多43％，起降距離更短，飛行操作性也更好，這也是達梭在向法國海軍推銷幻象戰機給航空母艦時，因三角翼型戰機降落距離過長而推銷失敗下的教訓，但這卻與後來戰爭經驗反饋需求不謀而合。在1960年代的中東戰爭顯示，由於當時的機載雷達性能不足、飛彈也多以短程為主，能夠實施超視距空戰的機會幾乎沒有，絕大部分空戰都是在視距內進行，這時飛機的機動性便很重要。無尾翼三角翼構型的幻影3型在高空高速性能較佳，但是在飛行能量流失速度上遠快過傳統構型戰机，只要一次交戰後三角翼戰機因能量流失問題而屈居劣勢，所以幻影F1的構型較幻影3型適合當時的低空作戰及對地支援任務。
法國政府介入幻象F1計畫並非毫無條件，為取代幻象F2的任務，法國軍方要求達梭在幻象F1上搭配高性能雷達，讓新戰機可全天候值勤。1971年底，法國空軍訂購第一批85架幻象F1戰機，由達梭位於波爾多的工廠生產；不過雷達主開發廠商湯姆生-CSF公司為此研製的希拉諾IV型單脈衝雷達卻無法搭配飛機研發時程，使得幻象F1早期型號仍是以外銷為主，直到1973年5月法國空軍所需要的幻象F1C型戰機甫正式交運，同年12月第一支全天候戰機部隊EC 2/30諾曼底-尼曼中隊正式成軍。
幻象F1服役初配備魔法短程空對空導彈及R.530中程空對空飛彈，具有視距外空戰機能；1979年升級整合入超級530F中程空對空飛彈，後來在國外客戶要求下部份外銷用幻象F1可發射AIM-9響尾蛇飛彈。

## 型號
- 幻影F1A

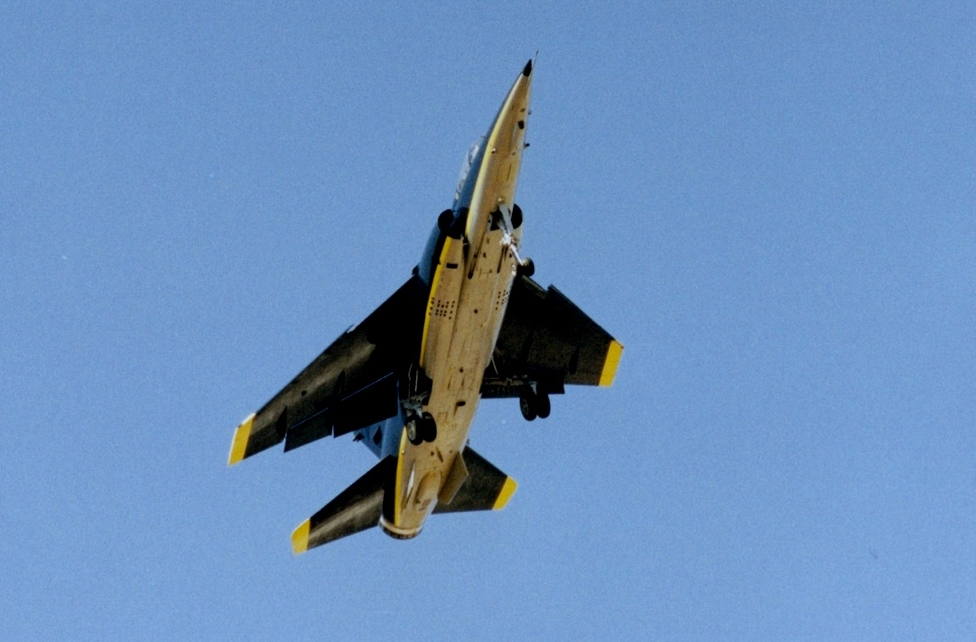
爬升中的一架南非空軍幻影F1AZ

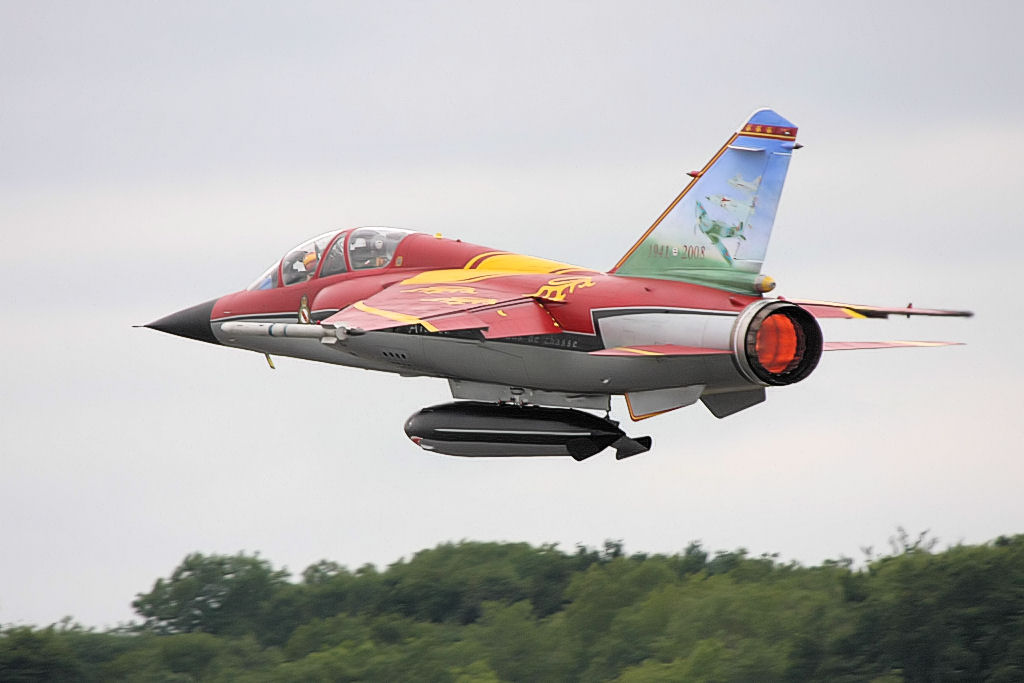
在2008年一架採用特殊塗裝的幻影F1B

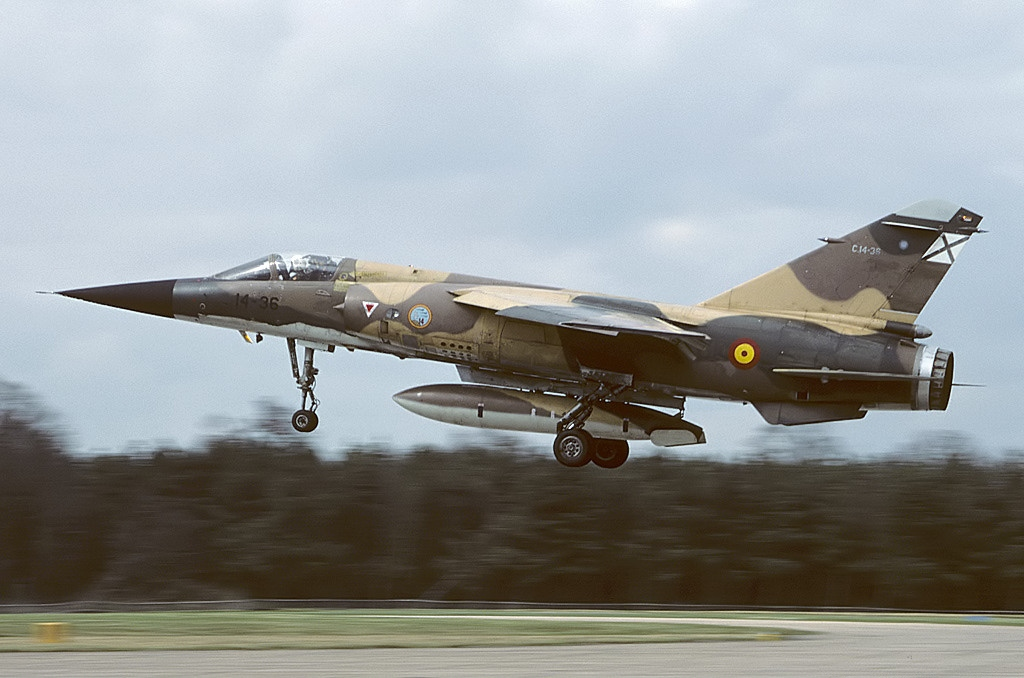
在1988年攝於英國的一架西班牙空軍幻影F1CE

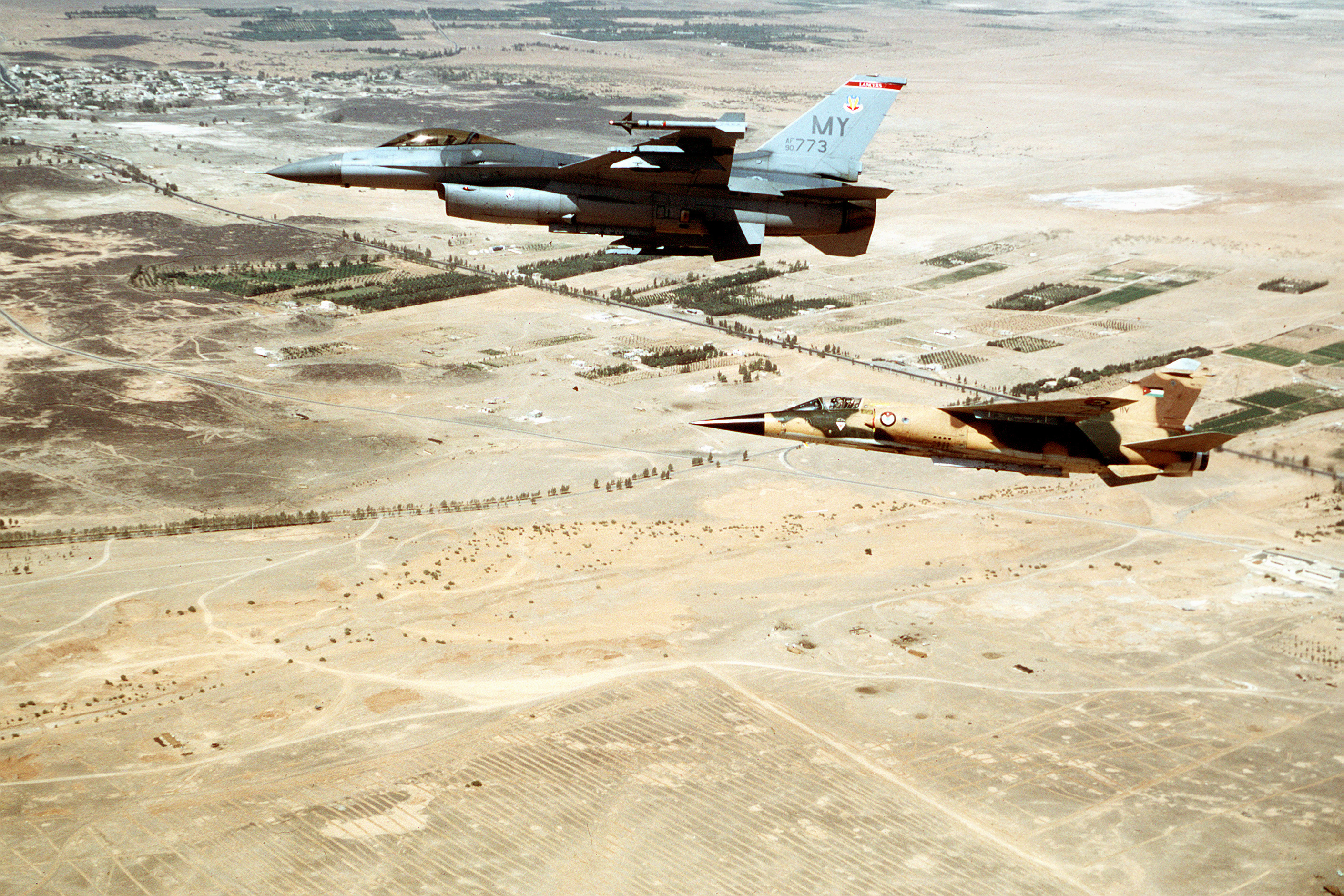
在1996年伊拉克上空的約旦的幻影F1EJ和美國F-16戰鬥機

  - 幻影F1AD：利比亞版幻影F1A，1978~1979年交付16架[4]。
  - 幻影F1AZ：南非版幻影F1A，1975~1976年交付32架[5]。

- 幻影F1B
  - 幻影F1BD：利比亞出口版幻影F1D，1978~1979年交付6架[4]。
  - 幻影F1BE：西班牙版幻影F1B，西班牙稱為CE.14A，1980~1981年交付6架[6]。
  - 幻影F1BJ：約旦版幻影F1B，生產2架[7]。
  - 幻影F1BK：科威特版幻影F1B，建造2架[4]。
  - 幻影F1BK-2：科威特多用途戰機版本，生產4架, 相對於幻影F1D[4]。
  - 幻影F1BQ：伊拉克雙座教練機型，1980~1989年間生產18架，交付15架[8]。

- 幻影F1C
  - 幻影F1CE：西班牙版幻影F1C，西班牙稱為C.14A，1975~1981年間分三批採購並交付45架[6]。
  - 幻影F1CG：希臘版幻影F1C，1975~1978年間生產交付40架。
  - 幻影F1CH：摩洛哥版幻影F1C，1978~1979年間生產交付30架[9]。
  - 幻影F1CJ：約旦版幻影F1C，生產17架[7]。
  - 幻影F1CK：科威特版幻影F1C，1976–1977年間生產交付18架，日後升級為幻影CK-2[4]。
  - 幻影F1CK-2：9架多用途戰機,相當於幻影F1E[4]。
  - 幻影F1CZ：南非版幻影F1C，1974~1975年間交付16架,日後在交付2架補充1979年2月事故墜毀的2架戰機。
  - 幻影F1ED：利比亞版幻影F1C，生產16架[10]。

- 幻影F1D 雙座訓練版本
  - 幻影F1DDA：卡達版幻影F1D，生產2架。

- 幻影F1E 單座全天候多用途戰機
  - 幻影F1JA：厄瓜多版幻影F1E，生產16架。
  - 幻影F1EE：西班牙版幻影F1E，生產22架。
  - 幻影F1EH：摩洛哥版幻影F1E，生產14架。
  - 幻影F1EH-200：摩洛哥版，生產6架。
  - 幻影F1EJ：約旦版幻影F1E，生產17架。
  - 幻影F1EQ：伊拉克版幻影F1E，生產16架。
  - 幻影F1EQ-2：伊拉克單座防空版，生產16架。
  - 幻影F1EQ-4：伊拉克單座多用途戰機、對地攻擊機和偵查機，生產28架。
  - 幻影F1EQ-5：伊拉克單座反艦型，生產20架。
  - 幻影F1EQ-6：伊拉克單座反艦型，生產30架。
  - 幻影F1EDA：卡達版幻影F1E，生產12架。
  - 幻影F1M53：計劃中的改良型，換裝M53渦輪扇發動機，但在1970年代中期參與歐洲四國的下一代戰機競標中被F-16擊敗，促成幻影2000的發展。

## 服役歷史
雖然達索積極在國際軍火市場推銷幻象F1，但銷量明顯不及幻象3型，除了其傳統機翼配置在機動性方面比純三角翼的幻象3型有較大的提升外，幻象F1對比幻象3型並沒有太多技術突破，雖然幻象F1配備了較先進的航電系統及推力較大的發動機，但這些配備之後也被改良版的幻象3型所採用，減少了換裝幻象F1的誘因，有些採用幻象3型的國家還選擇了比幻象3型簡化配備的幻影5型戰鬥機。在幻象F1投產時中東地區戰事頻仍，在東西方冷戰時期各國都在擴充軍備，法製戰機的售價高於同期美國和蘇聯的同級產品，但對於美國拒絕出售新型戰機的國家，法國成為西方新型武器的來源。當年美國支持以色列且拒絕向阿拉伯國家出售最先進的戰機，中東及伊斯蘭國家看中法國願意提供美國限制輸出的敏感配備，幻象F1性能不俗，法國又同意出售包括偵照莢艙、超視距空對空飛彈及反艦飛彈等裝備，因此受到中東及伊斯蘭國家的青睞，伊拉克、科威特、約旦、卡達及利比亞，都是幻象F1的用戶。

### 利比亞

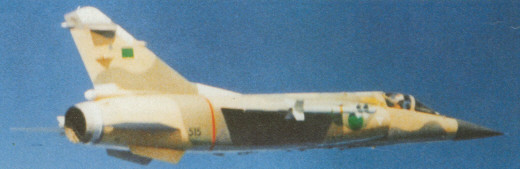
利比亞空軍的幻影F1ED，攝於1981年8月

利比亞空軍在1978年採購16架幻影F1AD和6架幻影F1BD型戰機，雖然是以空優戰鬥機的需求採購，但並沒有配備可實施超視距空戰的希拉諾IV型雷達，只裝備具有測距功能的EMD AIDA 2雷達，但幻影F1AD具有雷射瞄準器及空中加油口等裝備，很適合用於對地攻擊。利比亞後來為提升空防能力也採購了16架以幻影F1C規格生產的幻象F1ED。
利比亞的幻象F1機隊在1981年與1983年和鄰國查德發生的戰爭中表現不錯，利比亞的幻影F1主要掛載是兩具1,300公升的副油箱及兩枚Belouga集束炸彈。利比亞空軍的幻影F1AD雖然缺乏多功能雷達，只能作為對地攻擊機，但在視野開闊的沙漠作戰時足以對車輛及地面集結的部隊造成可觀的破壞力。利比亞與美國的關係在1980年代初期急劇惡化，利比亞曾調集70架各式戰機與美國海軍航空母艦戰鬥群在地中海南部對峙。1981年8月，利比亞空軍兩架Su-22戰鬥轟炸機在第一次錫德拉灣空戰遭到F-14雄貓式戰鬥機痛宰後，利比亞為保存實力將機隊撤離。
到21世紀後，利比亞空軍仍服役的幻象F1總規模僅剩12架，2011年利比亞內戰其間，兩架幻影F1原本受上級命令前往攻擊反卡扎菲勢力的利比亞全國委員會部隊，但兩名飛行員抗命並駕機叛逃到馬耳他。在利比亞內戰結束後，法國與利比亞新政府在2012年達成協議，為當時仍服役中的幻象F1機隊實施性能提升，未來可能會購買法國空軍退役的幻象F1補充戰力。

### 伊拉克
在1970年代後期，伊拉克因為邊境劃界及教派衝突與伊朗關係緊張，當時伊朗的巴列維王朝受到美國大力支持，連美國海軍的皇牌F-14戰鬥機都被出口到伊朗，伊拉克空軍有感於作為其主力機型的米格21及米格23，不足以對付伊朗的美製F-5及F-14，同時伊拉克希望通過軍購關係拉攏法國協助建造核反應堆，伊拉克空軍於是在1970年代末期決定引進幻影F1作為其最新銳的機型，所選用的幻影F1是最新版本及具多功能的E型，法國為伊拉克打造的幻影F1稱為幻影F1EQ，於1981年起運交，其中1985年起交付的幻影F1EQ-5及幻影F1EQ-6是應伊拉克要求強化反艦能力的版本。法國向伊拉克交付的幻影F1合共106架，另有8架因為伊拉克在1990年8月入侵科威特受到制裁未能交付。
伊拉克空軍於1980年9月空襲伊朗後兩伊戰爭爆發，在開戰初期伊拉克空軍受到伊朗空軍壓制，無力有效打擊伊朗境內目標及支援陸軍推進，但到1981年伊拉克裝備幻影F1及伊朗的美製戰機開始零件短缺後，空戰的優勢開始向伊拉克傾斜。伊拉克的幻影F1與伊朗空軍的F-14戰鬥機曾有多次交鋒，1981年11月首次擊落伊朗空軍的F-14，使得伊拉克空軍在與伊朗空軍的對抗中重拾信心。有非正式統計稱在兩伊戰爭中最少有33架幻影F1被伊朗的F-14戰機擊落，另有稱伊拉克的幻象F1擊落了最少34架伊朗戰機，主要是F-4及F-5，也包括小量的F-14，但無論如何，因為在戰爭後期因伊朗空軍缺乏零件維修美國製的各型戰機，所以伊拉克實際掌握制空權。
隨著戰爭演變為持久戰，由於伊朗的石油出口依賴海運，伊拉克特意要求生產商提升幻影F1的反船艦能力，以便用於針對大型油輪的襲船戰，試圖破壞伊朗的石油貿易。達索在伊拉克的要求下將飛魚反艦導彈整合到幻影F1，成為強化反艦能力的幻影F1EQ-5。由於加強反艦能力的幻影F1EQ-5運交需時，伊拉克曾於1983年向法國租用五架可發射飛魚導彈的超級軍旗攻擊機直至幻影F1EQ-5運交。F1EQ-5於1985年裝備伊拉克空軍後即成為伊拉克的反船艦主力，在兩伊戰爭後期活躍於波斯灣的破交戰。1988年5月，當時全球最大噸位的油輪海上巨人號，據信是由伊拉克空軍的幻影F1所發射的飛魚導彈擊沉於霍爾木茲海峽。1987年5月17日，美國海軍巡防艦史塔克號（USS Stark FFG-31）被兩枚飛魚導彈擊中，造成37名美軍死亡的史塔克號事件，美軍經調查後認為導彈是由伊拉克空軍的幻影F1所發射。
1991年1月爆發波斯灣戰爭，伊拉克空軍在開戰前約有88架幻影F1，數量僅次於米格21，幻象F1與米格29成為伊拉克空軍當時擁有的最先進戰鬥機，幻影F1更因為可發射飛魚反艦飛彈，對集結在波斯灣的聯軍艦隊構成嚴重威脅，成為聯軍最提防的機型，但聯軍的空中武力在數量及配備都具有壓倒性的優勢，伊拉克空軍的幻影F1不但未能取得戰果，更有最少9架幻影F1被擊落，並有多架被毀於空襲，伊拉克空軍另有24架幻影F1逃到伊朗，但伊朗拒絕歸還並裝備於伊朗空軍，伊拉克在波斯灣戰爭後僅餘下23架幻影F1，因為缺乏零件維修，於1990年代中期全部停飛，沒有參與2003年的伊拉克戰爭。

### 南非
南非空軍的幻影F1參與了安哥拉內戰，並與古巴空軍多次交火，以下為南非空軍擊墜記錄 ：

#### 南非空軍擊墜MiG-23記錄
| 日期      | 機型     | 飛行員       | 使用武器       | 戰果     |
| 1987      | 幻影F1AZ | D.Prinsloo   | V-3B廓尔喀弯刀 | 米格23ML |
| 1987.9.10 | 幻影F1CZ | A.v/Rensburg | 魔术R.550      | 米格23ML |
| 1987.9.27 | 幻影F1CZ | C.Gagiano    | 魔术R.550      | 米格23ML |
| 1987.9.27 | 幻影F1AZ | J.Rankin     | V-3B廓尔喀弯刀 | 米格23ML |
| 1987.9.27 | 幻影F1AZ | J.Rankin     | 30毫米機炮     | 米格23ML |
| 1987.9.27 | 幻影F1AZ | T.Nel        | V-3B廓尔喀弯刀 | 米格23ML |

注：地面火力打击损失未计算在内。

## 服役國
幻影F1自1973年服役以來，共有14個國家的空軍採用，三個位於歐洲、五個位於西亞和四個位於非洲，有部分空軍採用的是二手飛機。至2018年6月仍有四個國家的空軍作為現役配備：
 加彭
採用自南非空軍轉手的8架幻影F1AZ。
 伊朗

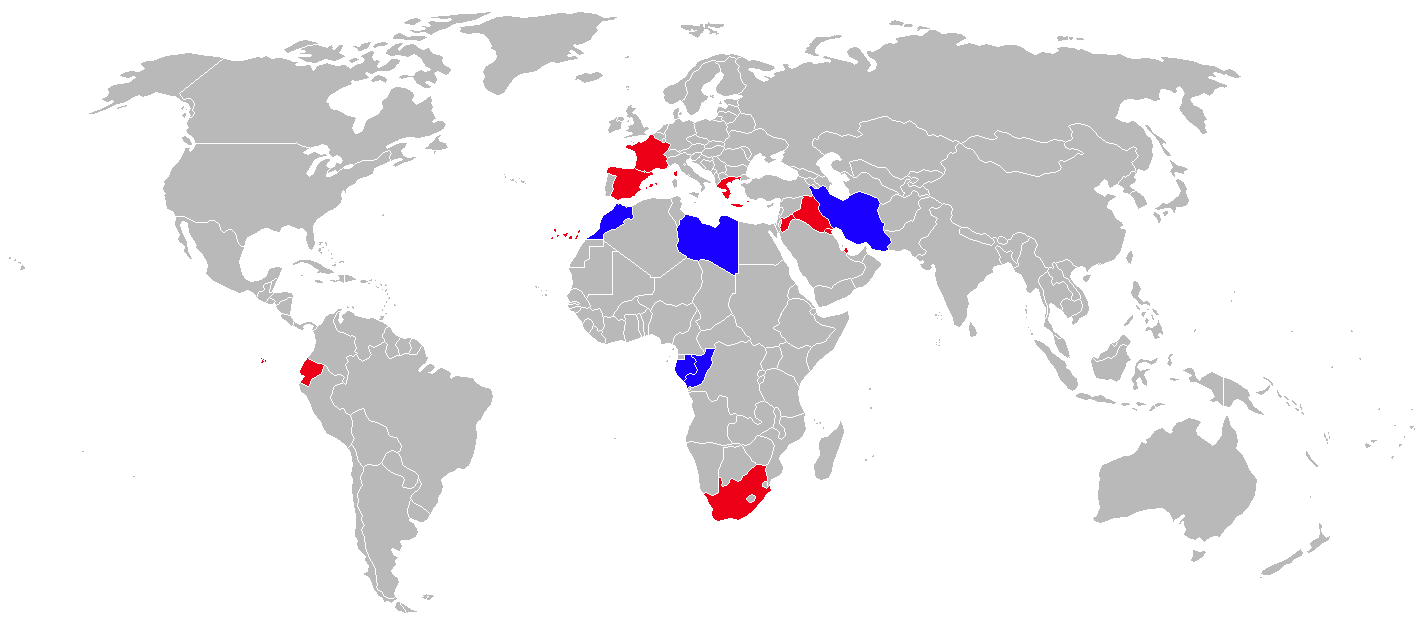
Mirage F1 現役(藍) 退役(紅)

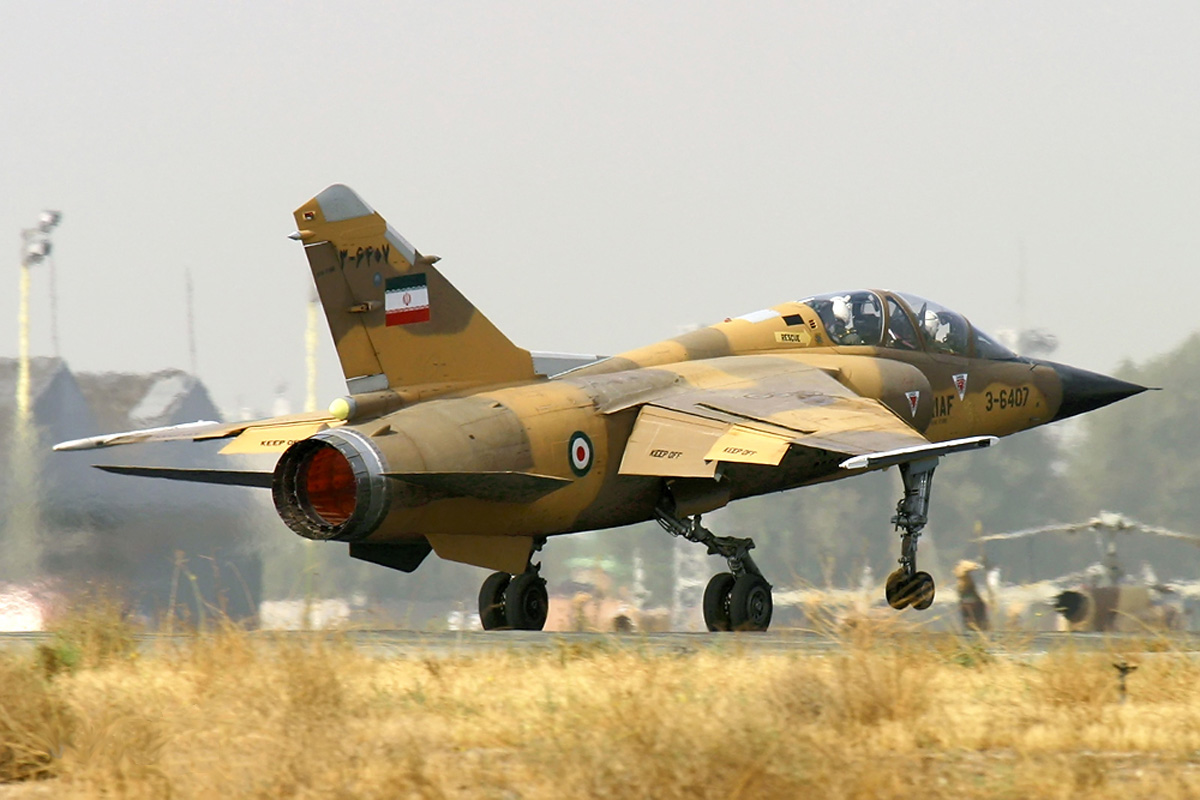
伊朗空軍的幻影F1BQ

伊朗的幻象F1是在1991年波灣戰爭期間，伊拉克空軍為逃避聯軍空襲逃到伊朗的飛機，但戰後伊朗以作為兩伊戰爭的賠償為理由拒絕歸還伊拉克，成為海灣戰爭的「戰利品」，伊朗得到合共24架幻影F1BQ與幻影F1EQ型後用於裝備伊朗空軍。
 利比亞
利比亞空軍共有16架幻影F1AD、6架幻影F1BD、16架幻影F1ED，計劃進行性能提升。
 摩洛哥
摩洛哥皇家空軍採購30架幻影F1CH、14架幻影F1EH和6架幻影F1EH-200s，其中27架經過性能提升。
 美国
美國政府並沒有採購幻象F1，目前使用者為美國私人假想敵承包公司：德拉肯国际、航空戰技優勢公司。
德拉肯國際在2013年採購西班牙空軍除役的20架幻象F1M、2架幻象F1B；航空戰技優勢公司在2016年採購63架法國空軍退役的F1B、F1CT與F1CR；兩間公司目標是爭取美國空軍未來計畫外包之異機空戰訓練（侵略者中隊）業務。

### 退役國
法國

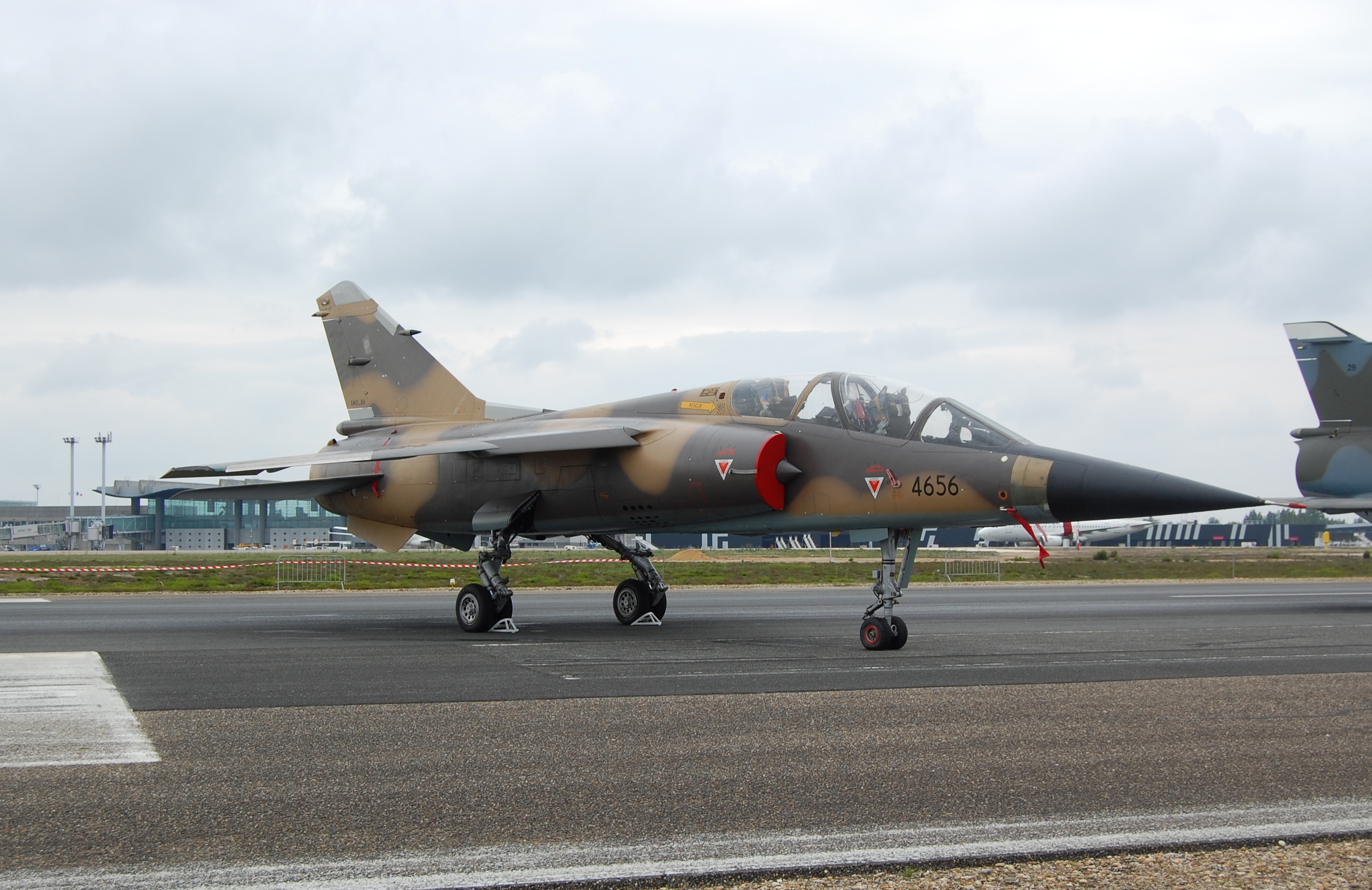
伊拉克空軍幻影F1BQ

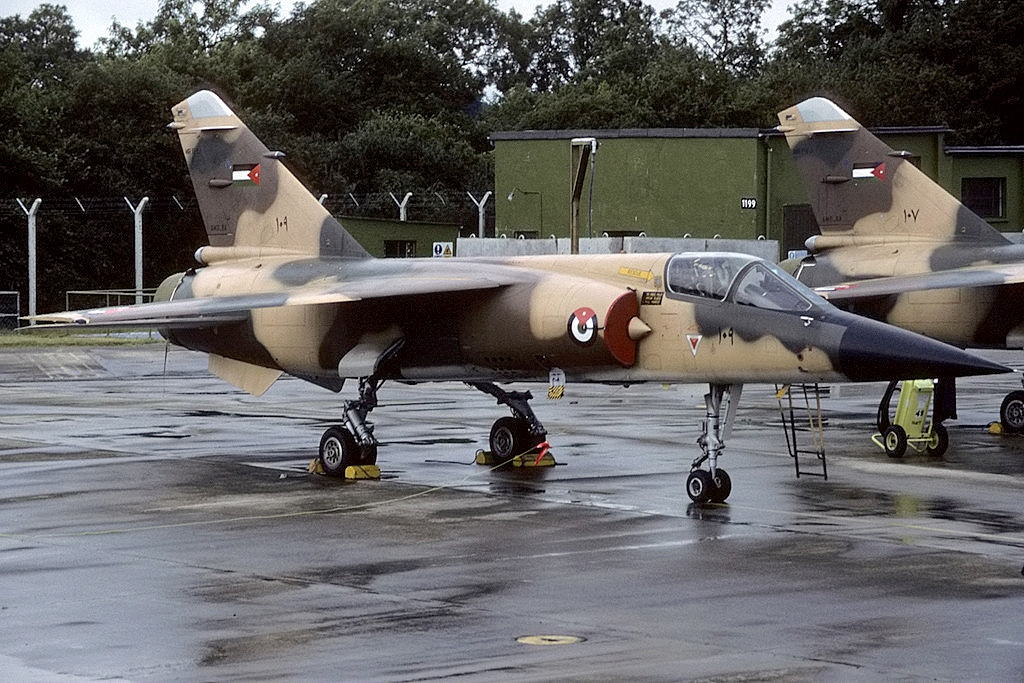
約旦皇家空軍的幻影F1EJ

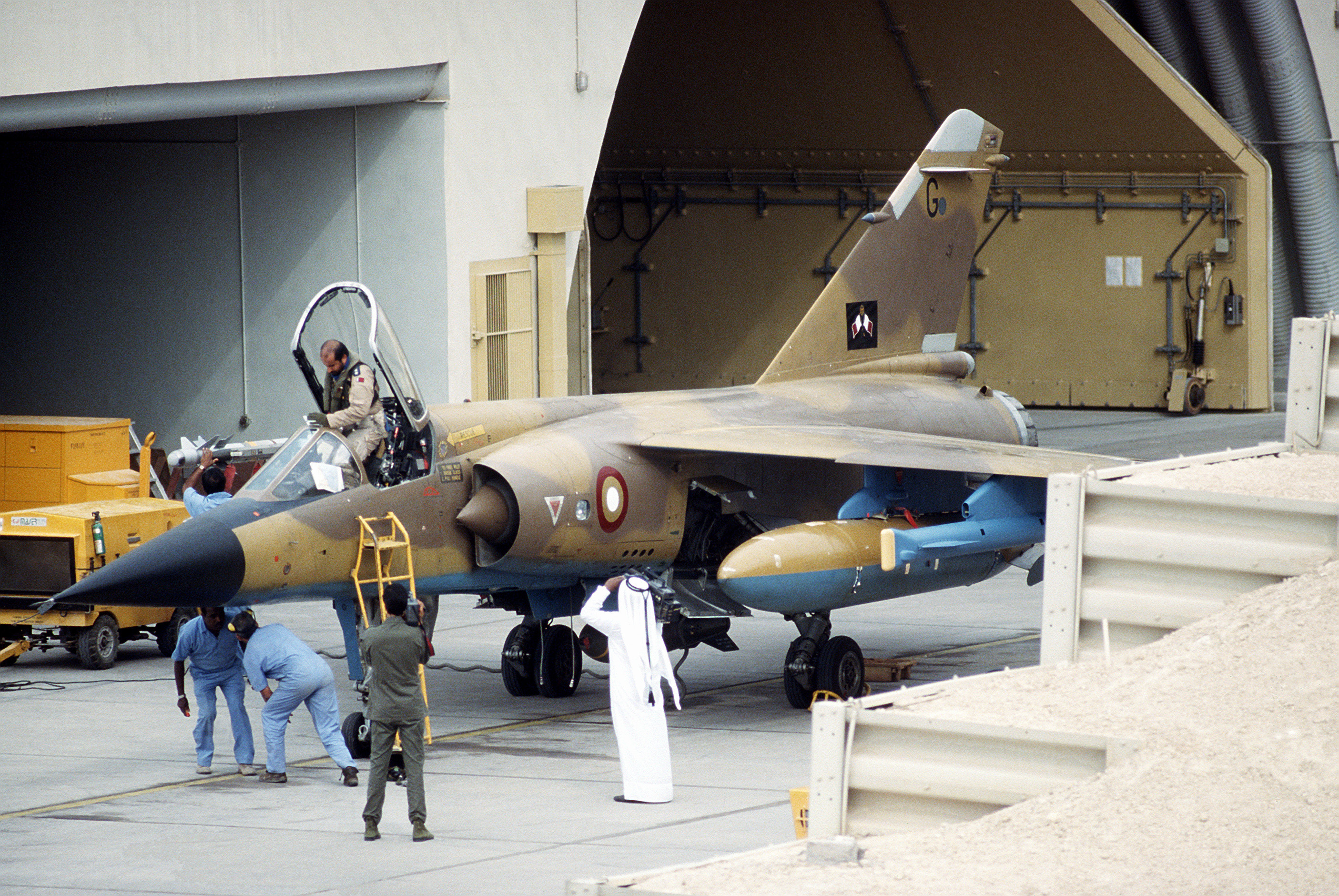
卡達空軍的幻影F1EDA

法國空軍至少接收了246架各型號的幻象F1系列，最後一批服役的幻影F1原本是伊拉克空軍訂購，但因為伊拉克在1990年8月入侵科威特受到制裁而未能交付，所以由法國空軍接收。最後一批退役的幻象F1為16架幻象F1CR、3架幻象F1B組成的戰術偵查中隊，解編時間為2014年6月13日。
厄瓜多爾空軍曾採購16架幻象F1JA、2架幻象F1EJ，服役期間至少有3架因事故折損，機隊在2011年2月退役。
 西班牙
西班牙空軍最初採購了45架幻影F1CE、22架幻影F1EE、6架幻影F1BE，在1990年代從法國及卡達採購24架二手機；因為西班牙政府的財政受2007年–2008年環球金融危機嚴重打擊，決定將全數幻影F1在2013年2月退役，西班牙曾計劃轉售給阿根廷，但英國因福克蘭群島歸屬問題而反對，所以出售計劃落空。
 希腊
希臘空軍在1974年採購40架幻象F1CG，1975年交機完成，配置在希臘空軍334中隊、342中隊，希臘的幻象F1主力短程空戰武器是AIM-9P型飛彈，而非魔法二型飛彈。2003年6月30日，尚存的27架幻象F1退役，機隊總飛行時數16萬小時。
 伊拉克
伊拉克空軍在1981年1月31日至1989年1月31日為止計採購了106架幻象F1EQ、15架幻象F1BQ，是幻影F1除法國之外的最大使用者。伊拉克入侵科威特後，有4架幻象F1BQ與幻影F1EQ因伊拉克未能支付貨款及軍事制裁而扣留在法國，在波斯灣戰爭期間有24架飛到伊朗逃避空襲，但伊朗拒絕歸還並挪用給伊朗空軍。伊拉克剩餘的幻影F1到1990年代中期因缺乏零件而停飛，沒有參與2003年的伊拉克戰爭，戰後剩餘的幻象F1全數除役，法國在2011年曾表示可提供18架經過翻新的幻影F1重建伊拉克空軍，但伊拉克沒有採納。
 约旦
約旦皇家空軍採購了17架幻象F1CJ、17架幻象F1EJ、2架幻象F1BJ，合共36架。全部戰機在2010年退役，原計畫整修移交給伊拉克空軍，但最後沒有實施。
 科威特
科威特空軍曾採購27架幻象F1CK與6架幻象F1BK，在1990年伊拉克入侵科威特時遭伊拉克軍虜獲，1991年科威特復國後因缺乏維修價值，全數退役報廢。
卡達空軍曾採購13架幻影F1EDA和2架幻影F1DDA，已被幻影2000取代。
 南非
南非空軍曾採用32架幻影F1AZ和16架幻影F1CZ，除役後部分轉售加彭空軍。值得注意的是南非曾經將俄系的R-73空對空飛彈整合到幻影F1上，但最後並沒有普及化。

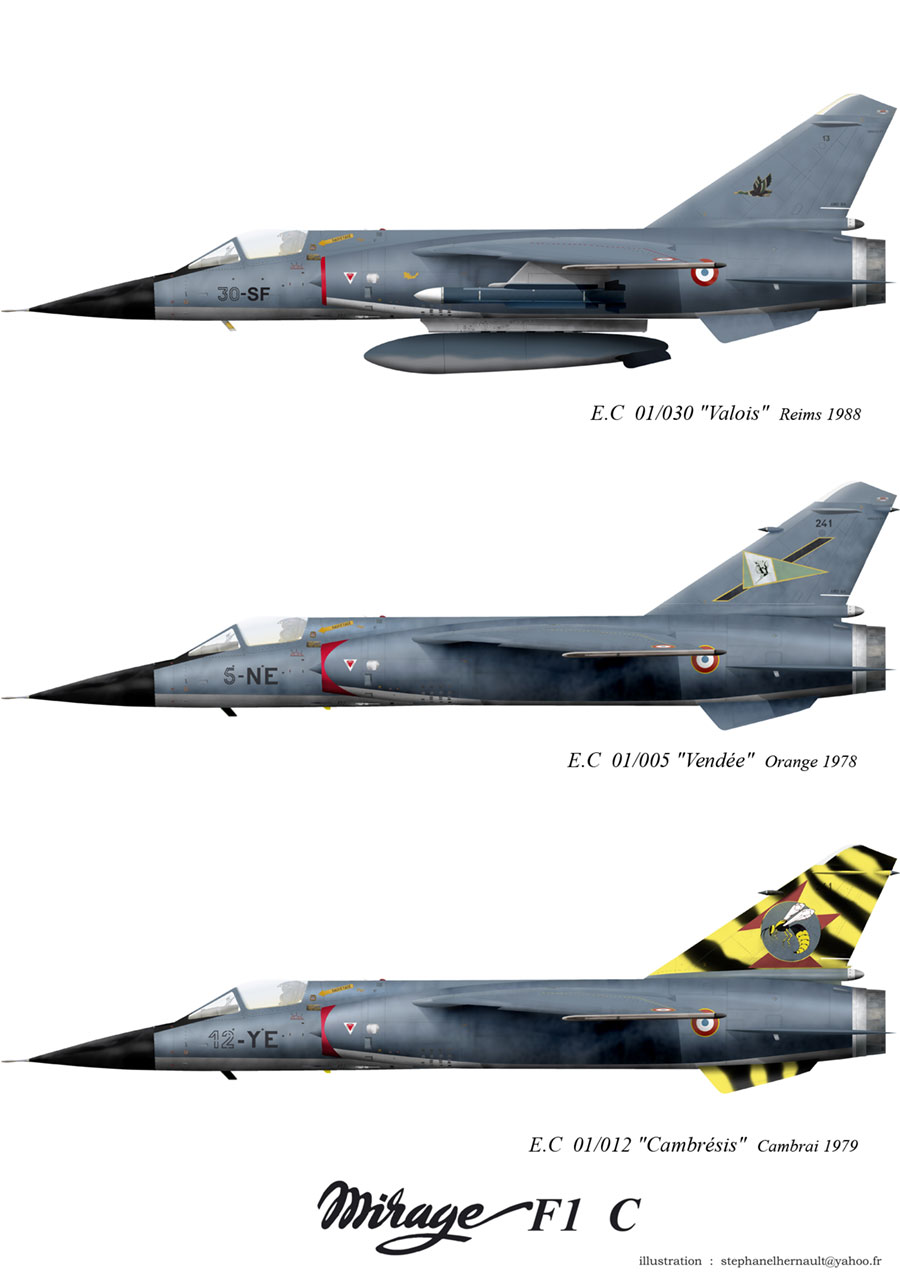
幻象F1C型
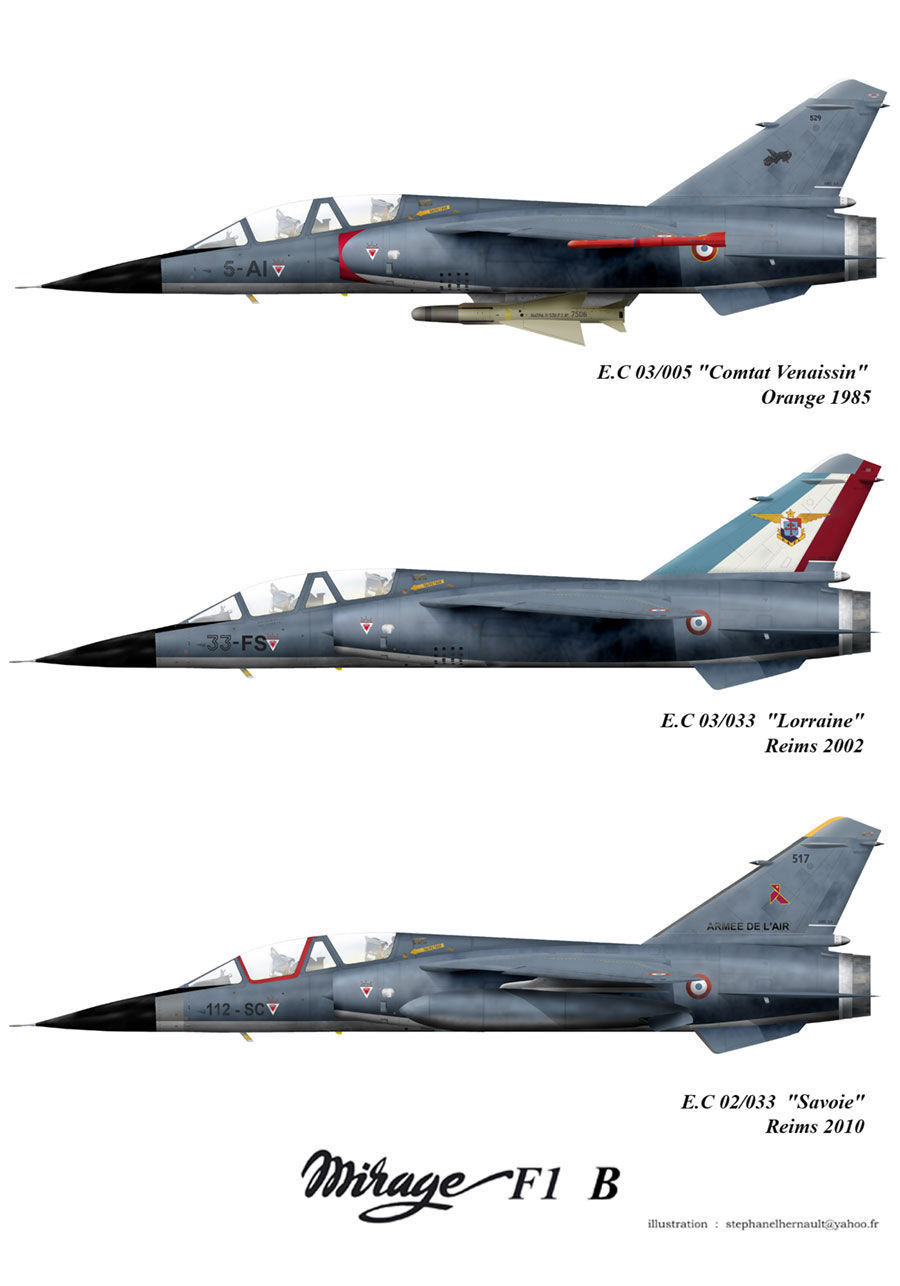
幻象F1B型
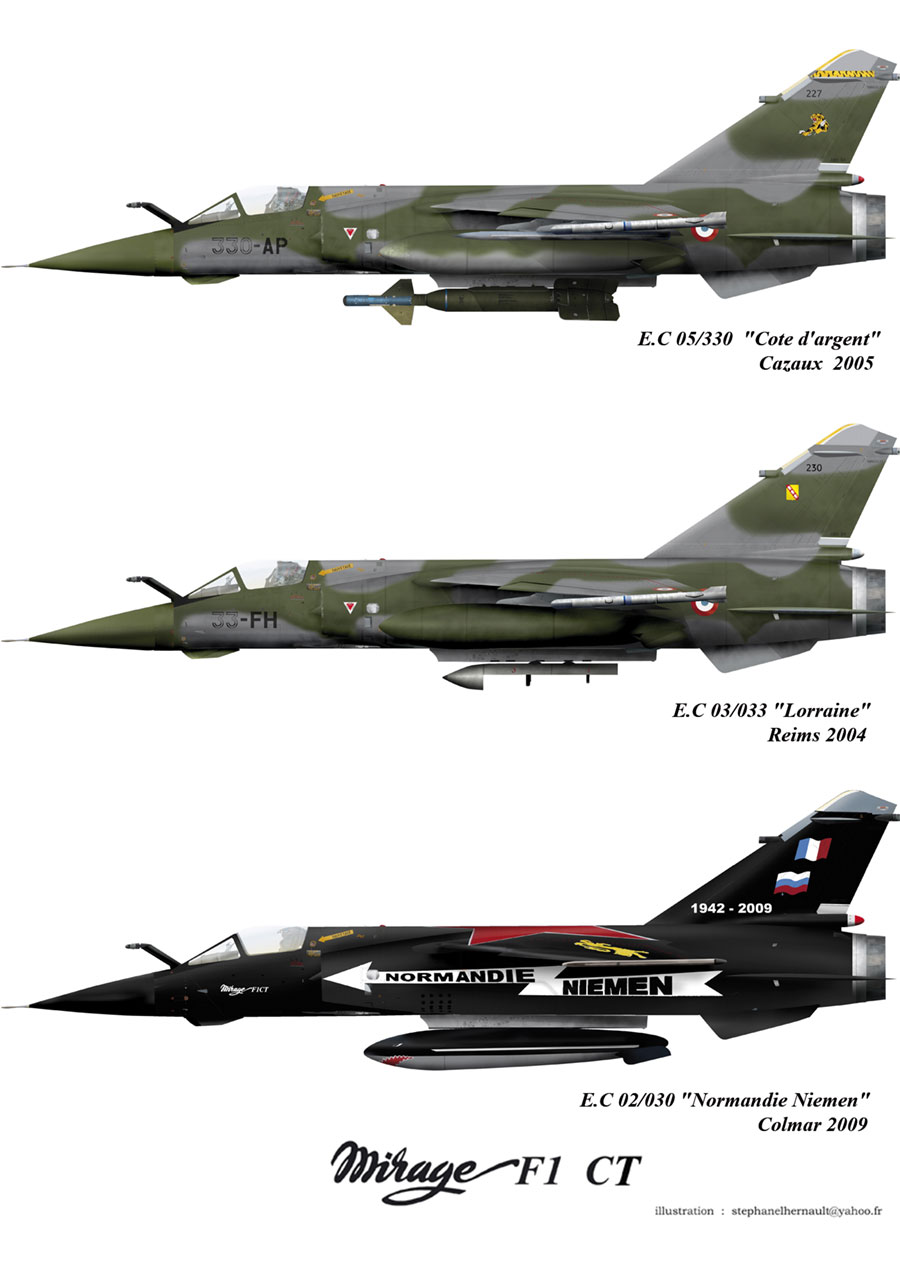
幻象F1CT型
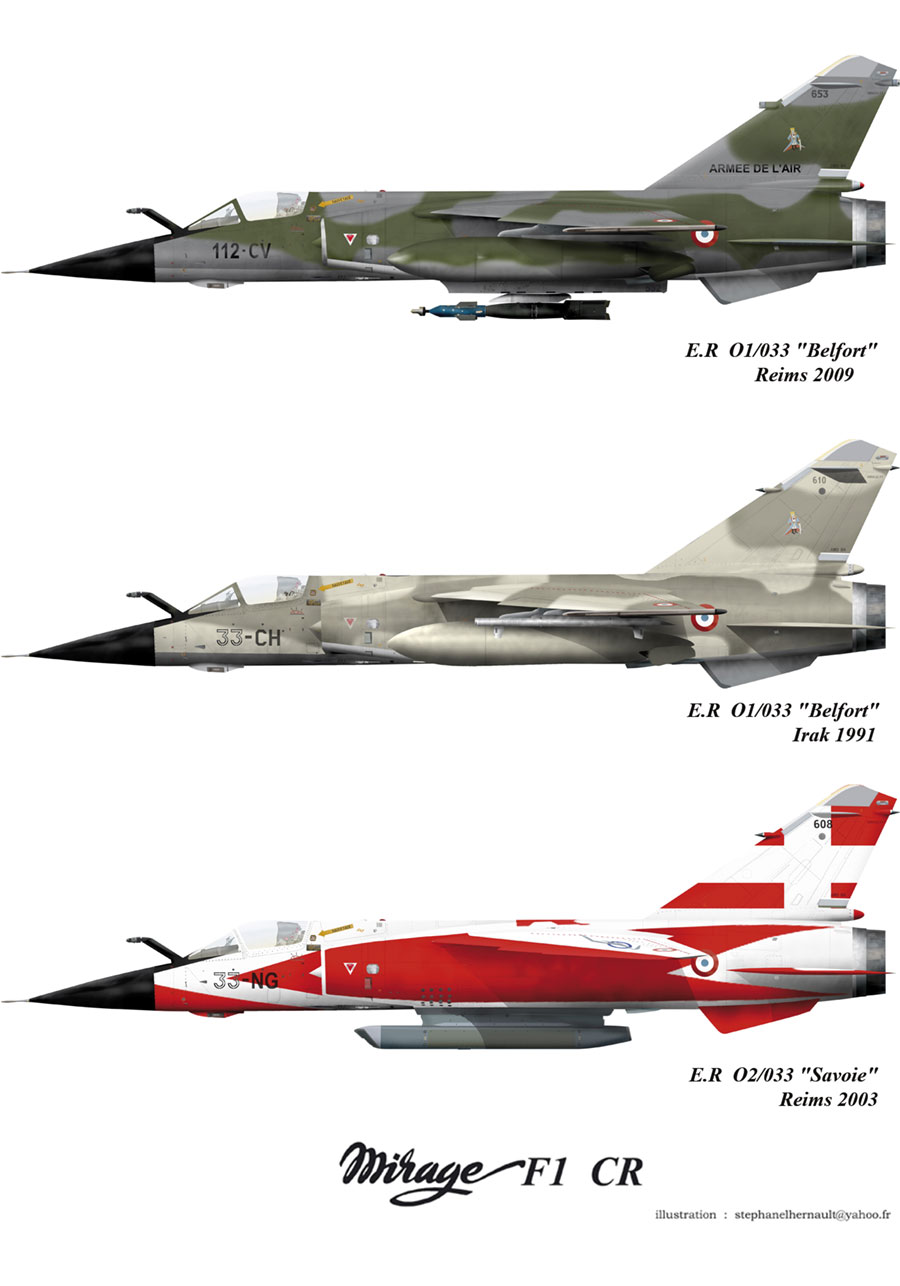
幻象F1CR型

## 過去投標紀錄
日本：1974年，日本航空自衛隊決定採購第四代戰鬥機，以取代F-104星式戰鬥機及部分F-4幽靈II戰鬥機，當中幻影F1亦為競標方案之一。然而，此方案於第一輪競標即被淘汰，在1977年決定採購F-15J戰鬥機。
 比利时  丹麦  荷蘭  挪威：1974年12月，包括比利時、丹麥、荷蘭、挪威的歐洲四國聯合採購戰鬥機，以取代日漸老化的F-104，當中幻影F1M-53亦為競標方案之一。然而，歐洲四國最後決定採購348架F-16戰隼戰鬥機。